# Jürgen Arndt (Jurist)
Jürgen Arndt (* 20. Februar 1915 in Oldenburg i. O.; † 1998) war ein deutscher Jurist und Heraldiker. 
Neben seiner beruflichen Tätigkeit als Richter und später Senatspräsident beim Kammergericht war er intensiv als Heraldiker und Genealoge tätig, vor allem in seinen Funktionen im heraldischen Verein „Herold“, dessen Mitglied er seit 1947 war. Dort war er zu unterschiedlichen Zeiträumen Justitiar (zum Beispiel von 1949 bis 1960 und von 1962 bis 1966), stellvertretender Vorsitzender und Mitglied/Vorsitzender des Herold-Ausschusses. Er hatte großen Einfluss auf die vom Verein betreute Deutsche Wappenrolle und prägte die vom „Herold“ vertretene Auffassung vom Wappenrecht stark. Er forschte zu den Hofpfalzgrafen, die im späten Mittelalter und in der Frühen Neuzeit unter anderem Wappenbriefe ausstellten. Er war unter anderem an der Wappenbilderordnung beteiligt (ein wichtiges heraldisches Nachschlagewerk) und gab eine überarbeitete Fassung von Hildebrandts Wappenfibel heraus, die als Einführung in die Heraldik weite Verbreitung fand.

## Weblink
- Heraldik-Wiki-Bearbeiter, „Jürgen Arndt,“ Heraldik-Wiki, Die freie heraldische Informationssammlung (abgerufen am 15. April 2022). (Mit weiteren Nachweisen und einer Aufzählung vieler Publikationen von Arndt.)

| Personendaten    | Personendaten                   |
| ---------------- | ------------------------------- |
| NAME             | Arndt, Jürgen                   |
| KURZBESCHREIBUNG | deutscher Jurist und Heraldiker |
| GEBURTSDATUM     | 20. Februar 1915                |
| GEBURTSORT       | Oldenburg (Oldb)                |
| STERBEDATUM      | 1998                            |